# 班加蘇
班加蘇（Bangassou）是中非共和國東南部的城市，也是姆博穆省的首府，位於姆博穆河北岸。它以其野生动物、市场和附近的班加苏机场而闻名，并通过渡轮与南岸的刚果民主共和国相连。该市也是罗马天主教班加索教区的所在地。班加苏的海拔高度高达457米，2003年人口统计有24,447人。